# Leo Sturm
Leonardus Franciscus Antonius Maria 'Leo' Sturm (Roosendaal, 21 mei 1910 - aldaar, 1 februari 1985) was een Nederlands architect. Hij werkte vooral aan wederopbouwprojecten na de Tweede Wereldoorlog, waarvoor hij verscheidene van schoolgebouwen en woonhuizen ontwierp.
Sturm was de zoon van Franciscus Sturm en Johanna Bruglemans. Van 1928 tot 1933 studeerde hij bouwkunde aan de Technische Hogeschool in Delft. Hij was een leerling van onder andere Marinus Jan Granpré Molière. Als zodanig werd hij een aanhanger van de Delftse School.
In 1939 trouwde Sturm met Maria Brabers. Twee van hun twaalf kinderen, twee zoons, Frans en Karel (of: Charles) werden eveneens architect.

## Externe bron
- Nederlands Architectuurinstituut